# Catharanthus longifolius
Catharanthus longifolius – gatunek rośliny należący do rodziny toinowatych (Apocynaceae). Występuje endemicznie na Madagaskarze, w prowincjach Fianarantsoa oraz Toliara. Można to spotkać między innymi w Parku Narodowym Andohahela.
Rośnie w bioklimacie wilgotnym, jak i przejściowym. Występuje na wysokości do 2000 m n.p.m.